# Eusébio
Eusébio da Silva Ferreira (25. ledna 1942, Maputo, Mosambik – 5. ledna 2014 Lisabon), zvaný Černá perla z Mosambiku nebo také Černý panter, byl proslulý portugalský fotbalista. Během své kariéry nastřílel 733 gólů v 745 zápasech, z toho 41 gólů v 64 zápasech za Portugalsko. Byl jedním z prvních světových fotbalistů původem z Afriky. Patnáct let hrál jako útočník za fotbalový klub Benfica Lisabon a je považován za nejlepšího hráče tohoto portugalského klubu.

## Život

### Začátky v Mosambiku
Eusébio vyrůstal v chudé čtvrti mosambického města Maputo. Jeho otec byl bělošský železniční dělník Laurindo António da Silva Ferreira původem z Angoly, matka Elisa Anissabeni domorodá černoška. Otec zemřel na tetanus, když bylo Eusébiovi osm let a matka vychovávala sama čtyři syny. 
Eusébio hrál fotbal už jako malý kluk, později se stal útočníkem místního FC Sporting Lourençc Marques. Talentovaného hráče si všimli skauti evropských klubů, ale matka nechtěla dovolit, aby tak brzy opustil Mosambik. Teprve po vytrvalém několikaměsíčním jednání se zástupcům Benficy Lisabon podařilo devatenáctiletého Eusébia pro svůj klub získat.

### FC Benfica Lisabon
Už v prvním přátelském utkání za nový klub v květnu 1961 dosáhl na hattrick. Ten zopakoval o měsíc později na mezinárodním turnaji v Paříži v zápase proti slavnému FC Santos, ve kterém hrál Pelé a další hvězdy světového fotbalu. Benfica prohrála 3:6, ale Eusébiův výkon nadšeně komentoval francouzský tisk. Vynikal rychlostí, obratností a citem pro míč. Jeho úspěšná kariéra pokračovala v následujících letech. Stal se pevnou součástí Benficy Lisabon a měl velký podíl na jejím vítězství v Evropském poháru roku 1962. V tomto klubu hrál celých patnáct let, až do roku 1975. Pro klub to bylo nejúspěšnější období historie a sám Eusébio během něho získal řadu individuálních ocenění.
Roku 1965 se stal v anketě Zlatý míč nejlepším evropským fotbalistou roku. V sezóně 1967/68 se stal prvním vítězem ceny Zlatá kopačka, která odměňovala nejlepší kanonýry působící v nejvyšších evropských ligách. V sezóně 1972/73 ji získal opět. Pelé ho roku 2004 zařadil mezi 125 nejlepších žijících fotbalistů. Figuruje na seznamu UEFA Jubilee 52 Golden Players.
Za národní tým Portugalska nastoupil poprvé v říjnu 1961 a během své kariéry reprezentoval více než šedesátkrát. Pomohl Portugalsku získat bronzové medaile na MS roku 1966. S devíti góly se stal nejlepším střelcem turnaje.
V říjnu 1965 se Eusébio oženil s Florou Claudinou Bruheimovou. Měli dvě dcery.

### Pozdější kariéra

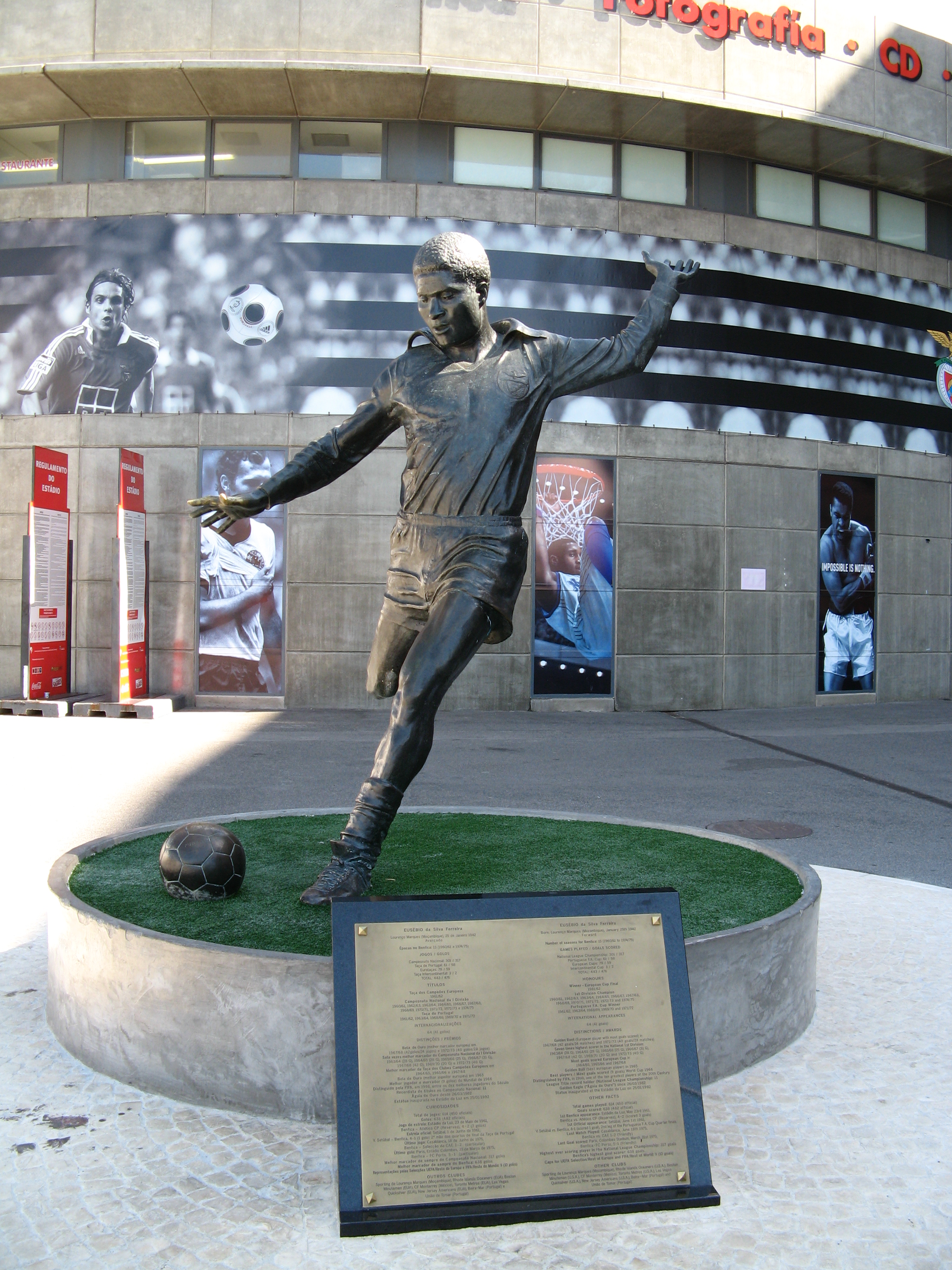
Socha Eusébia před stadionem SL Benfica v Lisabonu.

Po odchodu z Benficy Eusébio hrál v letech 1975–1979 za různé kluby v USA, Kanadě i Mexiku. Začaly se objevovat zdravotní problémy jako důsledek častých dřívějších zranění. Během aktivní kariéry prodělal šest operací levého kolene a jednu pravého. V roce 1979 aktivní kariéru ukončil. Vrátil se do Portugalska, v Benfice zastával funkce trenéra a vyhledávače talentů, pracoval v technické komisi portugalského národního mužstva. Cestoval po celém světě jako propagátor fotbalu.
V posledních letech života se potýkal se zdravotními problémy. Od prosince 2011 byl několikrát hospitalizován a během mistrovství Evropy v Polsku v roce 2012 prodělal mozkovou příhodu. Zemřel ve svém domě 5. ledna 2014 na zástavu srdce. Po jeho smrti portugalská vláda vyhlásila třídenní národní smutek. Smuteční průvod s jeho rakví prošel na jeho přání přes Estádio da Luz. V roce 2015 byly po jednomyslném souhlasu parlamentu jeho ostatky umístěny v Národním panteonu Santa Engrácia, kde spočívají nejvýznamnější osobnosti Portugalska.

## Vyznamenání
- velkokříž Řádu prince Jindřicha – Portugalsko, 21. ledna 1992[10]
- velkokříž Řádu za zásluhy – Portugalsko, 5. července 2004[10]

## Eusébio a Česko
Dlouholetým Eusébiovým přítelem byl Josef Masopust. V roce 2011 se zúčastnil oslavy jeho osmdesátých narozenin v Praze. O dva roky později přijel do Prahy na oslavy 120. výročí fotbalové Slavie. 
Jako hráč se v Praze představil v roce 1963 ve čtvrtfinálovém zápase PMEZ mezi Benficou Lisabon a Duklou Praha. O dva roky později hrál v Bratislavě za reprezentační tým Portugalska v kvalifikaci na mistrovství světa 1966. Eusébio vstřelil jediný gól utkání a zajistil Portugalcům postup do závěrečných bojů v Anglii.